# Antuzede
Antuzede é uma povoação portuguesa do Município de Coimbra que foi sede da extinta Freguesia de Antuzede, freguesia que tinha 8,07 km² de área e 2 276 habitantes, e, por isso, uma densidade populacional de 282 hab/km². 
A Freguesia de Antuzede foi extinta em 2013, no âmbito de uma reforma administrativa nacional, tendo sido agregada à freguesia de Vil de Matos, para formar uma nova freguesia denominada União das Freguesias de Antuzede e Vil de Matos, da qual é sede.
A Freguesia de Antuzede era composta pelas seguintes lugares: Antuzede, Cidreira, Gândara, Geria, Quintâ, Paul, Póvoa do Pinheiro e São Facundo.
Antuzede pertenceu aos cónegos regrantes de Santa Cruz e, em 1522, a pedido dos seus habitantes, foi elevada a freguesia, com os fregueses a serem obrigados a ir três vezes no ano à Igreja de São João de Santa Cruz, por ocasião dos dias de Festa do Corpo de Deus, Santa Cruz e São João Baptista. Mais tarde, Antuzede pertenceu ao concelho de Ançã, até à extinção deste, em 31 de Dezembro de 1853, tendo sido designada de São Facundo. 

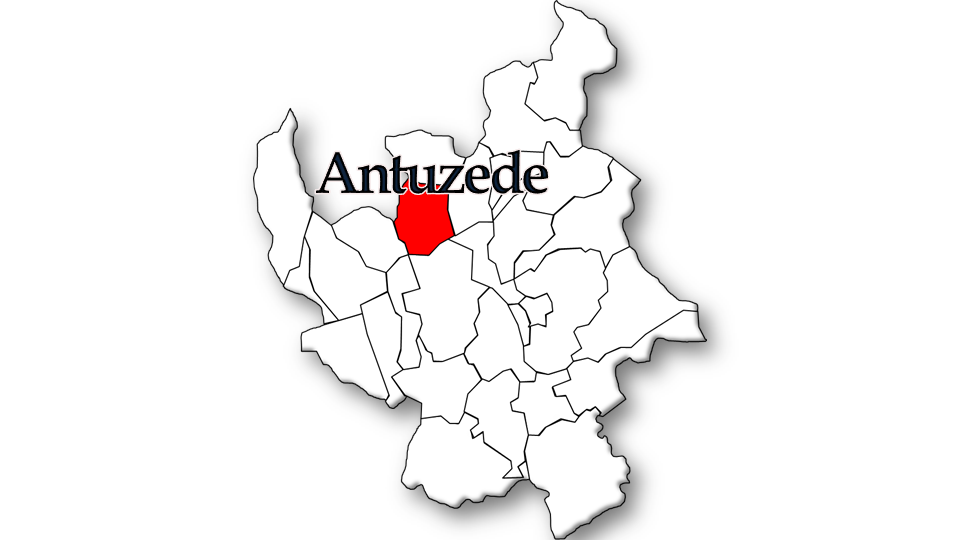
Localização no Município de Coimbra

## População

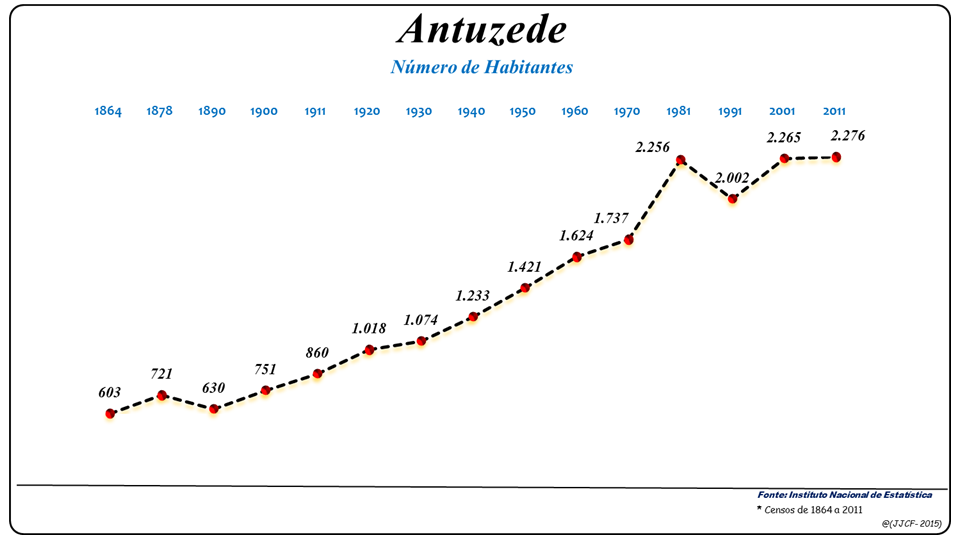
Evolução da População (1864 / 2011)

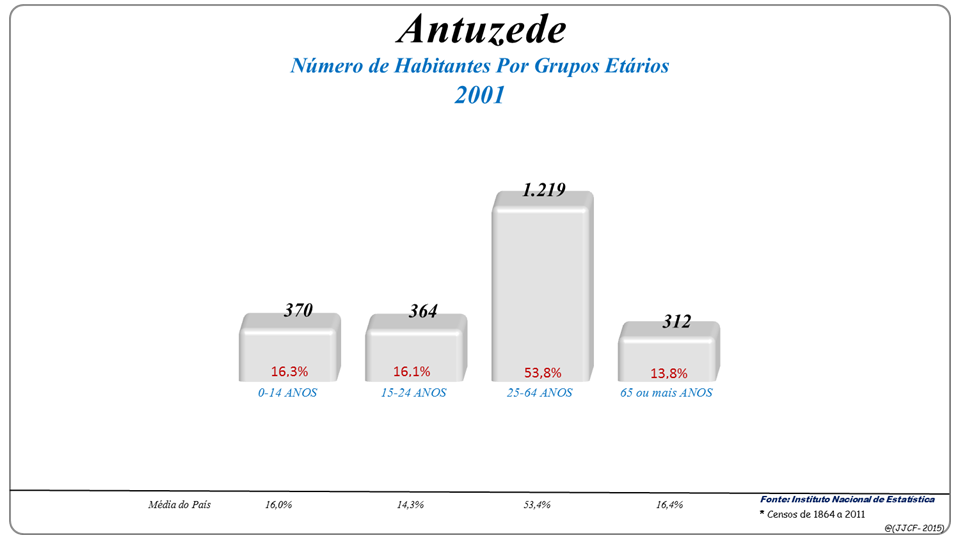
Grupos Etários (2001 e 2011)

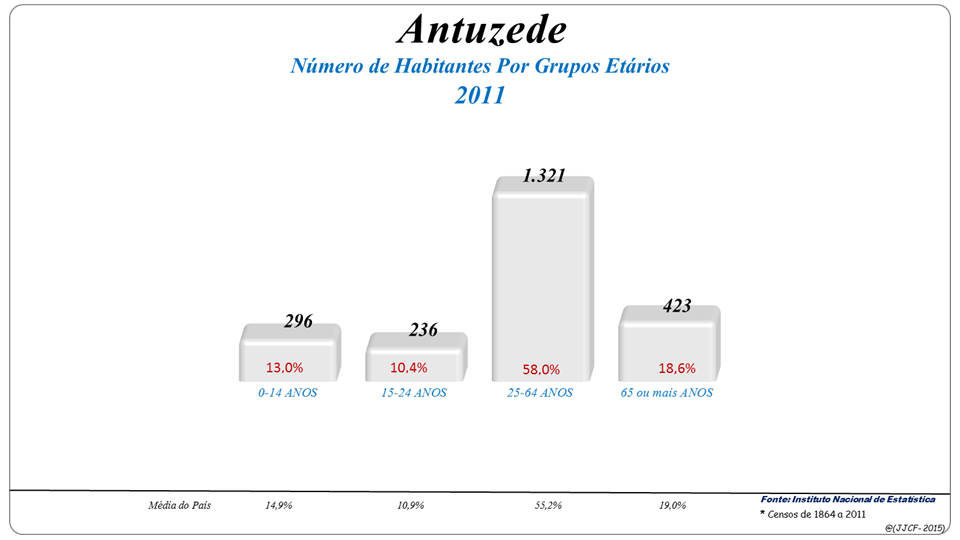
Grupos Etários (2001 e 2011)

| População da freguesia de Antuzede | População da freguesia de Antuzede | População da freguesia de Antuzede | População da freguesia de Antuzede | População da freguesia de Antuzede | População da freguesia de Antuzede | População da freguesia de Antuzede | População da freguesia de Antuzede | População da freguesia de Antuzede | População da freguesia de Antuzede | População da freguesia de Antuzede | População da freguesia de Antuzede | População da freguesia de Antuzede | População da freguesia de Antuzede | População da freguesia de Antuzede |
| ---------------------------------- | ---------------------------------- | ---------------------------------- | ---------------------------------- | ---------------------------------- | ---------------------------------- | ---------------------------------- | ---------------------------------- | ---------------------------------- | ---------------------------------- | ---------------------------------- | ---------------------------------- | ---------------------------------- | ---------------------------------- | ---------------------------------- |
| 1864                               | 1878                               | 1890                               | 1900                               | 1911                               | 1920                               | 1930                               | 1940                               | 1950                               | 1960                               | 1970                               | 1981                               | 1991                               | 2001                               | 2011                               |
| 603                                | 721                                | 630                                | 751                                | 860                                | 1 018                              | 1 074                              | 1 233                              | 1 421                              | 1 624                              | 1 737                              | 2 256                              | 2 002                              | 2 265                              | 2 276                              |

## Património edificado
- Capela da Nossa Senhora da Piedade
- Capela de Santo Adrião
- Casa da Quinta do Regalo
- Igreja Paroquial de Antuzede
- Igreja Paroquial de São Facundo